# 哈恩鬍鯰
哈恩鬍鯰，為輻鰭魚綱鯰形目塘虱魚科的其中一種，分布於非洲奈及利亞、喀麥隆及加彭的淡水流域，棲息在底層水域，體長可達48.3公分。

## 扩展阅读
維基物種上的相關：哈恩鬍鯰